# Сары-Камыш (Кара-Кульджинский район)
Сары-Камыш (кирг. Сары-Камыш) — село в Кара-Кульджинском районе Ошской области Кыргызстана. Входит в состав Кара-Кульджинского айылного аймака.

## География
Село расположено в северной части области, на правом берегу реки Тар, на расстоянии приблизительно 3 километров (по прямой) к юго-западу от села Кара-Кульджа, административного центра района. Абсолютная высота — 1282 метра над уровнем моря.

## Население
Согласно оценочным данным Национального статистического комитета Кыргызской Республики, численность населения села на начало 2023 года составляла 972 человека.
| год     | 2009 | 2014 | 2015 | 2020 | 2021 | 2023 |
| ------- | ---- | ---- | ---- | ---- | ---- | ---- |
| человек | 888  | 904  | 912  | 954  | 954  | 972  |